# Tati (vương hậu)

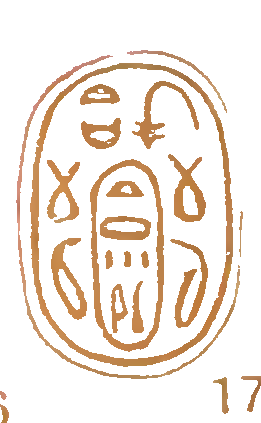
Con dấu scarab của vương hậu Tati, được vẽ lại bởi Percy Newberry. (Bảo tàng Anh - số hiệu BM20824)

Tati là một vương hậu của Ai Cập cổ đại, sống vào khoảng thế kỷ 18 - 17 TCN. Bà là vị vương hậu duy nhất của Vương triều thứ 14 mà tên được biết đến. Do sự hỗn loạn vào thời điểm lúc bấy giờ, thứ tự triều đại mà Tati sống không được xác định.

## Tiểu sử
Tên của vương hậu Tati được biết đến qua 11 con dấu scarab đã được tìm thấy của bà, một trong số đó được phát hiện tại Tell el-Yahudiya và Abydos. Kiểu dáng của các scarab cho thấy, chúng khá tương đồng với hàng trăm con dấu scarab còn sót lại của pharaon Sheshi, vì lẽ đó mà Sheshi có thể được xem là phu quân của Tati. Tên của Tati và các danh hiệu cao quý của bà được đặt trong một khung cartouche, mà điều này thường là chỉ dành cho những vị vua cầm quyền.
Nhà Ai Cập học Kim Ryholt cho rằng, cuộc hôn nhân của Tati là một phần trong kế hoạch liên minh giữa Sheshi và vua của vương quốc Kush ở Kerma. Tuy nhiên, trong văn tự "Người bị nguyền rủa" (là danh sách những kẻ thù của pharaon), lại xuất hiện tên gọi của một vương hậu là Tati đến từ Kush, có thể rằng đây là tổ tiên của vương hậu Tati đang đề cập trong bài này.
Vương triều thứ 14 có một pharaon tên là Nehesy (nḥsy), với ý nghĩa tên gọi là "người Nubia". Theo những giả thuyết đã đưa ra, Nehesy có thể là con của Sheshi với Tati, và đã được đặt tên bởi mẹ của ông. Nehesy được cho là đã già khi bắt đầu nắm quyền cai trị, nên có khả năng Tati đã qua đời không bao lâu sau đó, vì bà chưa bao giờ được tôn làm Thái hậu.
Tuy nhiên, những giả thuyết được đề ra bởi Ryholt xem chừng không còn phù hợp khi mà các nhà Ai Cập học đã tìm thấy 3 tấm bia của vua Nehesy, trong đó một tấm bia đánh dấu niên đại của Nehesy là vào cuối thời kỳ Chuyển tiếp thứ Hai, tức Vương triều thứ 17. Tấm bia này cũng ghi rằng, Nehesy là anh em trai với một vương hậu tên là Tany, mà theo nhiều nhà nghiên cứu thì Tany có thể là người Thebes. Vua Nehsy cũng cho xây nhiều công trình tại Bubastis và Tanis. Nhiều ý kiến cho rằng, Nehesy đã cai trị toàn bộ vùng châu thổ sông Nin và chọn Tanis để đóng đô, hoặc chí ít là cai trị toàn bộ vùng Tanis. Điều đó có nghĩa, mẹ của ông không phải là Tati, và cũng có thể không phải là con của Sheshi. Một điều chắc chắn rằng, Nehesy là con của một vị vua của Ai Cập và đã kế vị sau khi vua cha qua đời.